# Никодимос, Констандис

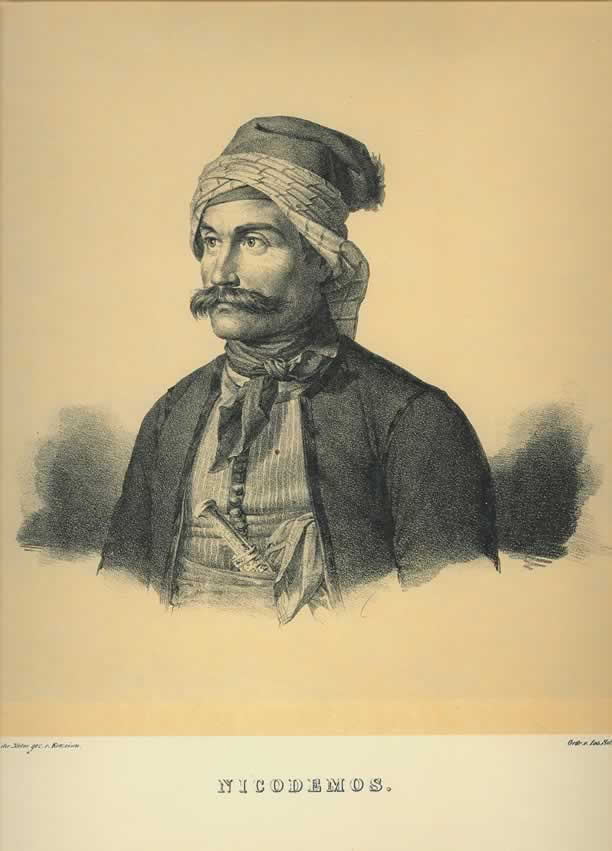
Карл Крацайзен. Портрет Констандиса Никодимоса

Констанди́с Нико́димос (греч. Κωνσταντής Νικόδημος; 1796, Псара, Греция — 1897, Афины) — греческий военно-морской деятель, участник Греческой революции (1821—1829), адмирал, автор мемуаров.

## Биография
Его настоящее имя и фамилия — Констандинос Аргирис (Κωνσταντίνος Αργύρης), но он стал известен по фамилии матери — Никодимос. Он родился на острове Псара (Восточные Спорады) около 1796 года. В 1821 году был назначен корабельным писарем на судно Николаоса Аргириса. Никодимос принимал участие в атаках на турецкие корабли, базировавшиеся на острове Хиос, в боях при Трикери (1823), при острове Кос (20 августа 1824), при Геронтас (29 августа 1824), при Митилини (24 сентября 1824), где взорвал турецкий корвет, а также в военно-морских операциях при Самосе (1824) и Месолонги (1826). Получив звание капитана артиллерии, он участвовал в боевых действиях до 1827 года.
После освобождения Греции К. Никодимос, продолжил службу на флоте, возглавлял работу Национальной флотской комиссии (Επιτροπής Εθνικού Στόλου). В 1861 году он был произведен в контр-адмиралы. В 1862 году были опубликованы два тома его «Воспоминаний об острове Псара». В его честь Афинский военно-морской госпиталь (Ναυτικό Νοσοκομείο Αθηνών) получил название Никодимио (Νικοδήμειο). В Афинском национальном историческом музее хранится его пистолет.